# Resolució 2446 del Consell de Seguretat de les Nacions Unides
La Resolució 2446 del Consell de Seguretat de les Nacions Unides fou adoptada per unanimitat el 15 de novembre de 2018. Després de recordar les resolucions anteriors sobre la República Centreafricana, en particular la Resolució 2387, el Consell va acordar ampliar el mandat de la Missió Unidimensional Integrada de les Nacions Unides per a l'Estabilització a la República Centreafricana (MINUSCA) durant un mes fins al 15 de desembre de 2018.